# Fiji i olympiska sommarspelen 1956
Fiji deltog för första gången i de olympiska sommarspelen i Melbourne 1956 med en trupp bestående av fem deltagare, samtliga män, vilka deltog i fyra tävlingar i tre sporter. Ingen av landets deltagare erövrade någon medalj.

## Friidrott
Herrarnas diskuskastning
- Mesulame Rakuro
  - Kval - 48,21 - 8:e plats
  - Final - 47,24 - 15:e plats